# Federació Internacional de Diabetis
La Federació Internacional de Diabetis (FID, en anglès: International Diabetes Federation o IDF) és una organització paraigua de més de 230 associacions nacionals de diabetis en més de 160 països i territoris. La Federació lidera la comunitat mundial de diabetis des de 1950. Té la seu a Brussel·les, Bèlgica. Representa els interessos del nombre creixent de persones amb diabetis i persones en risc. La missió de l'FID és promoure la prevenció i la cura de la diabetis a tot el món.
Segons les últimes xifres de l'FID, actualment hi ha 463 milions de persones que tenen diabetis i s'espera que el total augmenti fins als 700 milions el 2045. Més del 75% de les persones amb diabetis viuen en països d'ingressos baixos i mitjans i la meitat dels adults que tenen diabetis no estan diagnosticats.